# Tetralonia malvae
Tetralonia malvae är en biart som först beskrevs av Rossi 1790.  Tetralonia malvae ingår i släktet Tetralonia och familjen långtungebin. Inga underarter finns listade i Catalogue of Life.